# Wereldkampioenschappen schoonspringen 1975
De wereldkampioenschappen schoonspringen 1975 vonden plaats van 19 tot en met 27 juli 1975 in Cali, Colombia. Het toernooi maakte deel uit van de door FINA georganiseerde wereldkampioenschappen zwemsporten 1975.

## Medailles

### Mannen
| Onderdeel      | Goud                        | Goud   | Zilver                        | Zilver | Brons                           | Brons  |
| -------------- | --------------------------- | ------ | ----------------------------- | ------ | ------------------------------- | ------ |
| 3 m plank      | Phil Boggs Verenigde Staten | 597,12 | Klaus Dibiasi Italië          | 588,21 | Vyacheslav Strakhov Sovjet-Unie | 577,59 |
| 10 meter toren | Klaus Dibiasi Italië        | 547,98 | Nikolay Mikhailin Sovjet-Unie | 532,95 | Carlos Girón Mexico             | 529,71 |

### Vrouwen
| Onderdeel      | Goud                       | Goud   | Zilver                        | Zilver | Brons                            | Brons  |
| -------------- | -------------------------- | ------ | ----------------------------- | ------ | -------------------------------- | ------ |
| 3 meter plank  | Irina Kalinina Sovjet-Unie | 489,81 | Tatyana Volynkina Sovjet-Unie | 473,37 | Christine Loock Verenigde Staten | 466,92 |
| 10 meter toren | Janet Ely Zweden           | 403,89 | Irina Kalinina Sovjet-Unie    | 387,99 | Ulrika Knape Zweden              | 387,90 |

### Medaillespiegel
| Plaats | Land             | Goud | Zilver | Brons | Totaal |
| 1      | Verenigde Staten | 2    | 0      | 1     | 3      |
| 2      | Sovjet-Unie      | 1    | 3      | 1     | 5      |
| 3      | Italië           | 1    | 1      | 0     | 2      |
| 5      | Mexico           | 0    | 0      | 1     | 1      |
| 5      | Zweden           | 0    | 0      | 1     | 1      |
| Totaal | Totaal           | 4    | 4      | 4     | 12     |

Belgrado 1973 · 
Cali 1975 · 
West-Berlijn 1978 · 
Guayaquil 1982 · 
Madrid 1986 · 
Perth 1991 · 
Rome 1994 · 
Perth 1998 · 
Fukuoka 2001 · 
Barcelona 2003 · 
Montréal 2005 · 
Melbourne 2007 · 
Rome 2009 · 
Shanghai 2011 · 
Barcelona 2013 · 
Kazan 2015 · 
Boedapest 2017 · 
Gwangju 2019 · 
Boedapest 2022 · 
Fukuoka 2023 · 
Doha 2024